# 丸山寿美太郎
丸山 寿美太郎（まるやま すみたろう、生年不明 - 1917年（大正6年）8月26日）は、日本の海軍軍人。日露戦争における第三戦隊参謀、第一次世界大戦勃発時の駐仏武官である。栄典は正五位勲三等功五級。最終階級は海軍大佐。

## 生涯
海兵卒業まで
山梨県出身。1892年（明治25年）11月海軍兵学校入校。丸山ら海兵23期の入校試験は志願者574名を集め、合格者は首席の大谷幸四郎はじめ20名である。丸山の席次は5番であった。在校中に日清戦争が勃発し、兵学校も戦時体制がとられた。海兵21期は卒業がひと月繰上げになり実戦に参加したほか、一部教科は授業中止となっている。これは教授用兵器の鎮守府等への返還、練習艦「鳳翔」の戦役従事、教官（士官）、教員（下士官、兵）らが動員を受けたことが理由である。戦死した中野信陽、志摩清直は丸山らが入校した際の教官であった。1895年（明治28年）、「金剛」 乗組みとして乗艦実習を受け、翌年卒業を迎えた。丸山は首席卒業者で、恩賜の双眼鏡と時計を授与された。
海軍将校

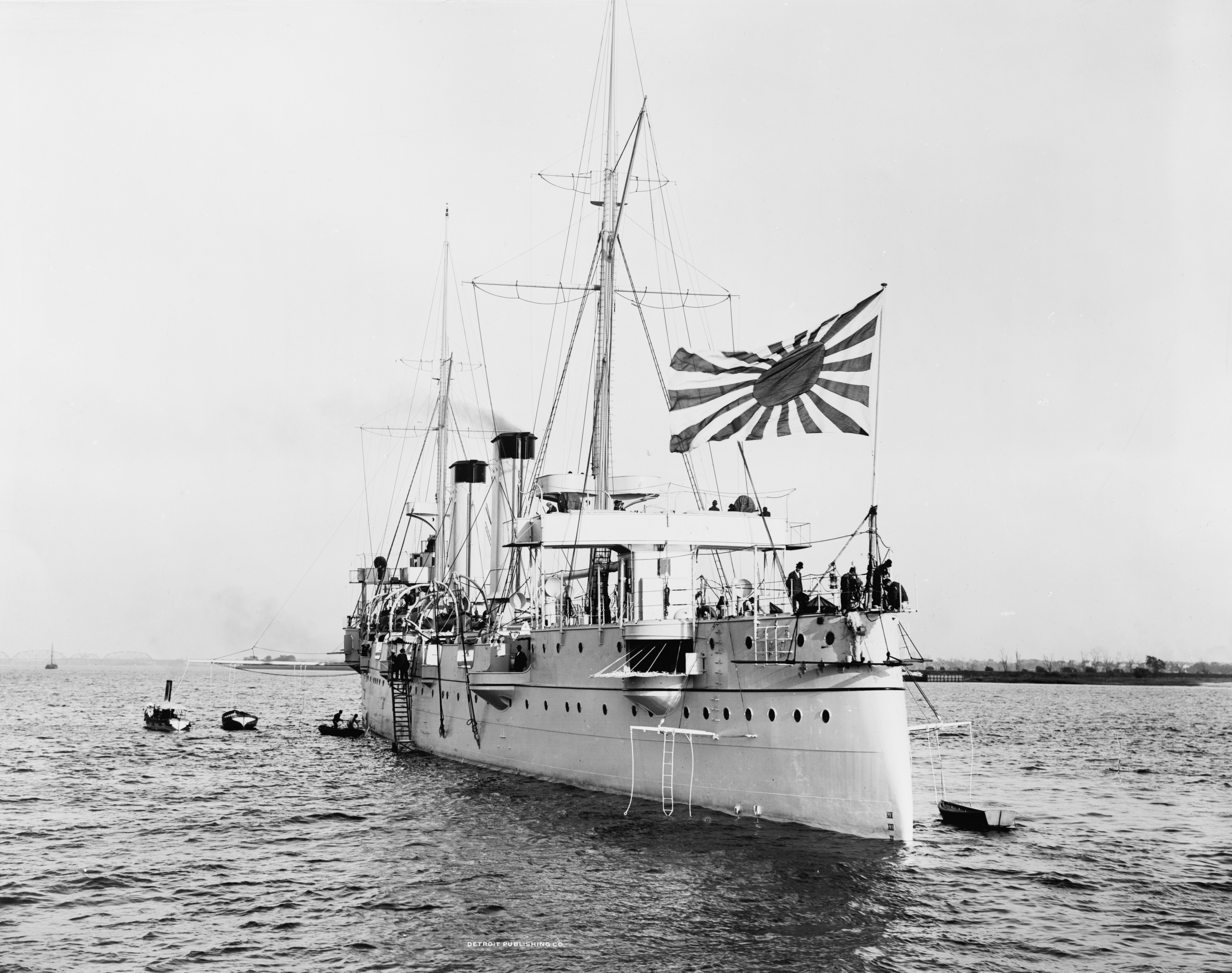
第三戦隊旗艦「笠置」

1896年（明治29年）1月、少尉任官。「比叡」乗組み、「八重山」水雷長心得などを経て、1902年（明治35年）に仏国駐在を命じられる。同時に海外駐在を命じられたのは、伊藤乙次郎（独国）、賀茂厳雄（米国）、川原袈裟太郎（露国）、古川鈊三郎（英国）、筑土次郎（独国）らである。丸山が向かった仏国の駐在武官は竹内平太郎であった。竹内らと「日進」回航委員として帰国後、第三戦隊参謀として出羽重遠を補佐して日本海海戦を戦った。その後の人事異動によって、新たに第四戦隊司令官となった小倉鋲一郎を参謀として補佐し、9月に軍令部参謀に転じている。
戦後は海軍大学校甲種5期を卒業。「宗谷」副長などを経て、1913年（大正2年）1月、駐仏武官となる。翌年には第一次世界大戦が勃発しているが、日仏は友好関係にあり丸山は武官として留まった。在任中山路一善を責任者とする航空視察団の受け入れや、万国航海会議などに関わっている。1915年（大正4年）12月、大佐へ進級し帰朝を命じられた。前任の駐仏武官は「日進」回航をともにした松村純一、後任は海兵23期の次席で、また海大の同期でもあった松村菊勇である。1916年（大正5年）7月、大正天皇の侍従武官に就任したが翌年7月12日に待命となり、8月に死去。46年の生涯であった。
日進回航

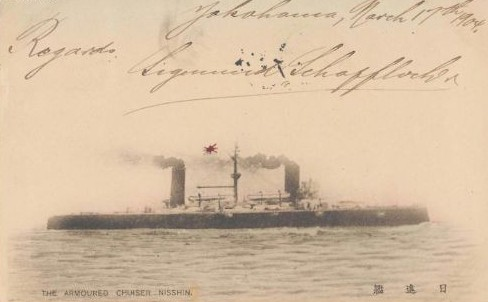
「日進」は、その仰角を活かして旅順港間接射撃を行い、また戦艦「初瀬」、「八島」を失った連合艦隊の第一戦隊に加わり、戦隊旗艦として日本海海戦を戦った。

1903年（明治36年）、日露戦争を目前にした日本は戦力増強を図り、亜国から装甲巡洋艦2艦の購入を図っていた。同年12月22日、竹内宛に「購入については未決であるが両艦の現状などを報告せよ」という趣旨の電報が届く。丸山と松村は竹内に対し、「両艦を購入し、これに乗艦して帰国すべき」と進言した。竹内は視察後に報告を送り、日本は両艦の購入を決定。竹内、丸山らに「日進」回航委員として帰国を命じた。「春日」回航委員長であった鈴木貫太郎によれば、「日進」乗員は 英国人、伊国人、日本人からなり、軋轢があった。また日露はすでに開戦含みであり、航海中の松村と丸山は火薬庫にあって、非常の事態には艦を爆破させる予定であった。　現実に「日進」、「春日」は露国海軍の追従を受けたが、英国海軍の援助を受け、ジェノヴァから日本への回航は成功裡に終わった。人員は都合8カ国におよび、横須賀への到着は1904年（明治37年）2月16日である。この2艦の安着に対する日本の歓迎振りは際立っており、回航艦長（予備役英国海軍将校）らは特別列車で上京して明治天皇に拝謁し、また叙勲を受けている。国民からの感謝状や土産品は山のようであったという。なお、日本はこの2艦のシンガポール出港（1904年2月4日）をもって開戦を決意したのであり、同日に第二回御前会議が開かれ、山下源太郎が連合艦隊へ封緘命令をもたらしたのは2月5日、翌6日をもって連合艦隊命令第一号が下達された。
人物
丸山の人柄について、松村純一は「平素に似合わず事にあたりて豪勇なる」という言葉を残している。妻は富岡定恭の娘、直。津留雄三、富岡定俊は義弟。正五位勳三等功五級。仏国からはレジオンドヌール勲章が贈られた。

## 日進・春日回航委員
日進
- 委員長：竹内平太郎（大佐）
- 賀茂厳雄（機関中監）
- 松村純一（少佐）
- 丸山寿美太郎（大尉）

春日
- 委員長：鈴木貫太郎（中佐）
- 田所広海（少佐）
- 筑土次郎（大尉）
- 鈴木徳次郎（大軍医）

## 栄典
位階
- 1898年（明治31年）4月16日 - 正八位[14]
- 1899年（明治32年）10月31日 - 従七位[15]
- 1901年（明治34年）12月17日 - 正七位[16]
- 1905年（明治38年）9月12日 - 従六位[17]
- 1915年（大正4年）11月11日 - 従五位[18]

勲章等
- 1906年（明治39年）4月1日 - 功五級金鵄勲章・勲五等双光旭日章・明治三十七八年従軍記章[19]